# Second Morning
Albums de Morning Musume
First Time
(8 juillet 1998) 3rd -Love Paradise-
(29 mars 2000)
EPs par Morning Musume
Morning Cop (...)
(30 sept. 1998)
Singles
1. Daite Hold On Me!
Sortie : 9 septembre 1998
2. Memory Seishun no Hikari
Sortie : 10 février 1999
3. Manatsu no Kōsen
Sortie : 12 mai 1999
4. Furusato
Sortie : 14 juillet 1999

Second Morning (セカンドモーニング, Sekando mōningu, « second matin ») est le deuxième album du groupe de J-pop Morning Musume, sorti en 1999.

## Présentation
L'album Second Morning sort le 28 juillet 1999 au Japon sur le label zetima. Il est écrit, composé et produit par Tsunku. Il atteint la 3e place du classement des ventes de l'Oricon, et reste classé pendant 14 semaines, pour un total de 426 620 exemplaires vendus durant cette période; il restera le quatrième album le plus vendu du groupe.
L'album contient douze titres, dont six sortis précédemment en singles, parfois dans des versions légèrement différentes : quatre en "face A" (Daite Hold On Me!, Memory Seishun no Hikari, Manatsu no Kōsen et Furusato, qui figureront aussi sur la compilation du groupe Best! Morning Musume 1 de 2001), et deux en "faces B" (Never Forget du single Memory Seishun no Hikari, et Koi no Shihatsu Ressha du single Manatsu no Kōsen). Les titres Daite Hold On Me!, Manatsu no Kōsen, Koi no Shihatsu Ressha et Never Forget ont été remixés pour l'album.
C'est le premier album du groupe sans Asuka Fukuda, qui l'a quitté en avril précédent ; elle n'est pas créditée bien qu'ayant chanté sur trois des titres, sortis en singles avant son départ (Daite Hold On Me!, Memory Seishun no Hikari, et sa face B Never Forget).

## Formation
Membres du groupe créditées sur l'album :
- 1re génération : Yuko Nakazawa, Aya Ishiguro, Kaori Iida, Natsumi Abe
- 2e génération : Kei Yasuda, Mari Yaguchi, Sayaka Ichii

## Titres
Toutes les chansons sont écrites et composées par Tsunku.
| CD          | CD                                                       | CD                                        | CD         | CD | CD | CD | CD | CD | CD |
| No          | Titre                                                    | Origine                                   | Durée      |    |    |    |    |    |    |
| ----------- | -------------------------------------------------------- | ----------------------------------------- | ---------- | -- | -- | -- | -- | -- | -- |
| 1.          | Night of Tokyo City                                      |                                           | 4 min 15 s |    |    |    |    |    |    |
| 2.          | Manatsu no Kōsen (Vacation Mix) (真夏の光線...)          | 5e single (remix)                         | 5 min 06 s |    |    |    |    |    |    |
| 3.          | Memory Seishun no Hikari (Memory 青春の光)               | 4e single (avec Asuka Fukuda)             | 5 min 05 s |    |    |    |    |    |    |
| 4.          | Suki de x5 (好きで×5)                                    |                                           | 4 min 37 s |    |    |    |    |    |    |
| 5.          | Furusato (ふるさと)                                      | 6e single                                 | 5 min 18 s |    |    |    |    |    |    |
| 6.          | Daite Hold On Me! (N.Y.Mix) (抱いてHold on Me!...)       | 3e single (remix) (avec Asuka Fukuda)     | 4 min 23 s |    |    |    |    |    |    |
| 7.          | Papa ni Niteiru Kare (パパに似ている彼)                  |                                           | 4 min 42 s |    |    |    |    |    |    |
| 8.          | Senkō Hanabi (せんこう花火)                              |                                           | 4 min 33 s |    |    |    |    |    |    |
| 9.          | Koi no Shihatsu Ressha (Album Version) (恋の始発列車...) | Face B du 5e single (remix)               | 4 min 26 s |    |    |    |    |    |    |
| 10.         | Otome no Shinrigaku (乙女の心理学)                       |                                           | 3 min 34 s |    |    |    |    |    |    |
| 11.         | Never Forget (Large Vocal Mix)                           | Face B du 4e single (remix) (avec Fukuda) | 4 min 32 s |    |    |    |    |    |    |
| 12.         | Da Di Du De Do Da Di! (ダディドゥデドダディ!)            |                                           | 5 min 56 s |    |    |    |    |    |    |
| 56 min 23 s |                                                          |                                           |            |    |    |    |    |    |    |